# Oktanitrokuban
Oktanitrokuban (ONC), C8(NO2)8 – organiczny związek chemiczny z grupy nitrokubanów, pernitrowa pochodna kubanu, tj. taka, w której wszystkie atomy wodoru kubanu zastąpione zostały grupami nitrowymi (–NO2). Jest materiałem wybuchowym o dużej sile kruszącej i o niskiej wrażliwości na słabe bodźce inicjujące wybuch, np. wstrząs lub tarcie.
Po raz pierwszy został opisany w roku 2000 przez grupę Philipa Eatona z University of Chicago i Richarda Gilardiego z US Naval Research Laboratory.
Związek ten ma szczególnie silne właściwości wybuchowe dzięki dużej gęstości, brakowi atomów wodoru w cząsteczce i zerowemu bilansowi tlenowemu. Rozkłada się z wydzieleniem dwutlenku węgla i azotu:
C8(NO2)8 → 8CO2↑ + 4N2↑
Właściwości wybuchowe
- Prędkość detonacji: 9900[3]–10100[4] m/s
- Objętość gazów: 611 dm³/kg[5]
- Temperatura detonacji: 5800 °C[5]
- Ciśnienie detonacji: 48,9 GPa[5]